# La Cueva, Oaxaca
La Cueva är en ort i Mexiko.   Den ligger i kommunen Asunción Ixtaltepec och delstaten Oaxaca, i den sydöstra delen av landet, 500 km sydost om huvudstaden Mexico City. La Cueva ligger 90 meter över havet och antalet invånare är 136.
Terrängen runt La Cueva är kuperad norrut, men söderut är den platt. Runt La Cueva är det ganska tätbefolkat, med 160 invånare per kvadratkilometer. Närmaste större samhälle är San Jerónimo Ixtepec, 13,3 km väster om La Cueva. Omgivningarna runt La Cueva är en mosaik av jordbruksmark och naturlig växtlighet.